# Viktor Ekpuk
Viktor Ekpuk (...) è un artista nigeriano.
Ha vissuto e lavorato negli USA e attualmente vive nei Paesi Bassi.

## Biografia
Ha studiato Fine & Applied Art presso la University of Ife, Nigeria, dove ha fatto attivamente parte del Ona group of Zaria Art Society, un movimento per la 'decolonizzazione' dell'arte formato da un gruppo di artisti e di forte impatto per il panorama artistico nigeriano. Tra i membri del gruppo anche l'artista Bruce Obomeyoma Onobrakpeya.

## Produzione artistica
Fortemente influenzato dalla figura di Fela Kuti, il lavoro di Viktor Ekpuk si concentra sull'esplorazione delle relazioni, delle sfide e dei cambiamenti che caratterizzano la condizione umana. 
Ulteriore campo d'interesse per il lavoro di Ekpuk è lo studio del sistema indigeno africano di scrittura Nsibidi, che si avvale di segni grafici e codici per la trasmissione dei concetti. Ispirate da questi antichi scritti, le forme delle opere di Victor Ekpuk sono ridotte all'essenziale, alla base del segno, contaminate da nuovi simboli grafici di influenza più contemporanea.

## Attività
Victor Ekpuk ha all'attivo diverse esposizioni nazionali ed internazionali.

### Esposizioni personali
- 2011 Drawing Metaphors, Sawhill gallery, James Madison University, Harrisonburg, Virginia, USA
- 2009 Of Lines and Life, The Richard F. Brush Gallery, University of St. Lawrence, Canton, New York, USA
- 2009 Victor Ekpuk, Long View Gallery, Washington DC, USA
- 2008 Open Studio, Thami Mnyele Foundation, Amsterdam, The Netherlands
- 2006 Manuscript Series (Ancient Symbols/Contemporary Forms), Parish Gallery, Washington D.C., USA
- 2006 Drawing From Within, Galerie 23, Amsterdam, Paesi Bassi
- 2005 Storylines: Drawings of Victor Ekpuk, Montgomery College, College Park, Maryland, USA
- 2004 Trans/Script: The Art of Victor Ekpuk, Brandeis University, Boston, Massachusetts, USA
- 1998 Songs, 18th Street Arts Complex, Santa Monica, California, USA (sponsorizzata da The Rockefeller Foundation, UNESCO-ASCHBERG Bursaries for Artists and 18th Street Arts Complex International Circle)
- 1995 Windsongs, French Cultural Center, Lagos, Nigeria

### Esposizioni collettive
- 2010 Global Africa Project, Museum of Art and Design, New York, USA
- 2010 International Poster and Graphic Art Festival of Chaumont, Francia
- 2010 Them-and-Us, Hudiksvallsgatan, Stockholm, Svezia
- 2009 Unbounded: New Art for a New Century, Newark Museum, New Jersey, USA
- 2008 Africa Now! The World Bank, Washington DC, USA
- 2008 Beyond Boundaries – mapping currents for the 3rd Guangzhou Triennial, Guangzhou, Cina

## Collezioni permanenti
Alcuni tra i lavori di Victor Ekpuk sono stati inseriti nelle collezioni permanenti delle seguenti istituzioni museali:
- Smithsonian Institution Nation Museum of African Art, Washington DC
- Newark Museum, New Jersey
- The World Bank, Washington DC
- University of Maryland University College Art Collection